# Сан-Салвадор-ду-Токантинс

Сан-Салвадор-ду-Токантинс на карте штата.

Сан-Салвадор-ду-Токантинс (порт. São Salvador do Tocantins) — муниципалитет в Бразилии, входит в штат Токантинс. Составная часть мезорегиона Западный Токантинс. Входит в экономико-статистический микрорегион Гурупи. Население составляет  2 910 человек на 2010 год. Занимает площадь 1 422,032 км². Плотность населения — 2,05 чел./км².

## Демография
Согласно сведениям, собранным в ходе переписи 2010 г. Национальным институтом географии и статистики (IBGE), население муниципалитета составляет:
| Полное население                               | Полное население                               | Полное население                               | Полное население                               | 2 910 |
| ---------------------------------------------- | ---------------------------------------------- | ---------------------------------------------- | ---------------------------------------------- | ----- |
| в том числе:                                   | Городское население                            | 1 588                                          | Процент городского населения, %                | 54,57 |
|                                                | Сельское население                             | 1 322                                          | Процент сельского населения, %                 | 45,43 |
|                                                | Мужское население                              | 1 486                                          | Процент мужского населения, %                  | 51,07 |
|                                                | Женское население                              | 1 424                                          | Процент женского населения, %                  | 48,93 |
| Плотность населения, чел/км²                   | Плотность населения, чел/км²                   | Плотность населения, чел/км²                   | Плотность населения, чел/км²                   | 2,05  |
| Население муниципалитета в % к населению штата | Население муниципалитета в % к населению штата | Население муниципалитета в % к населению штата | Население муниципалитета в % к населению штата | 0,21  |

По данным оценки 2016 года население муниципалитета составляет 3 058 жителей.

## Статистика
- Валовой внутренний продукт на 2003 составляет 9.273.593,00 реалов (данные: Бразильский институт географии и статистики).
- Валовой внутренний продукт на душу населения на 2003 составляет 3.316,74 реалов (данные: Бразильский институт географии и статистики).
- Индекс развития человеческого потенциала на 2000 составляет 0,628 (данные: Программа развития ООН).

## Важнейшие населенные пункты
| № | Населённый пункт          | Населённый пункт (порт.)  | Категория | Население чел. (2010) | На карте                        |
| - | ------------------------- | ------------------------- | --------- | --------------------- | ------------------------------- |
| 1 | Сан-Салвадор-ду-Токантинс | São Salvador do Tocantins | город     | 1 588                 | 12°44′57″ ю. ш. 48°14′07″ з. д. |
| 2 | Ретиру                    | Retiro                    | поселок   | 410                   | 12°36′43″ ю. ш. 48°17′05″ з. д. |